# Eric Decastro

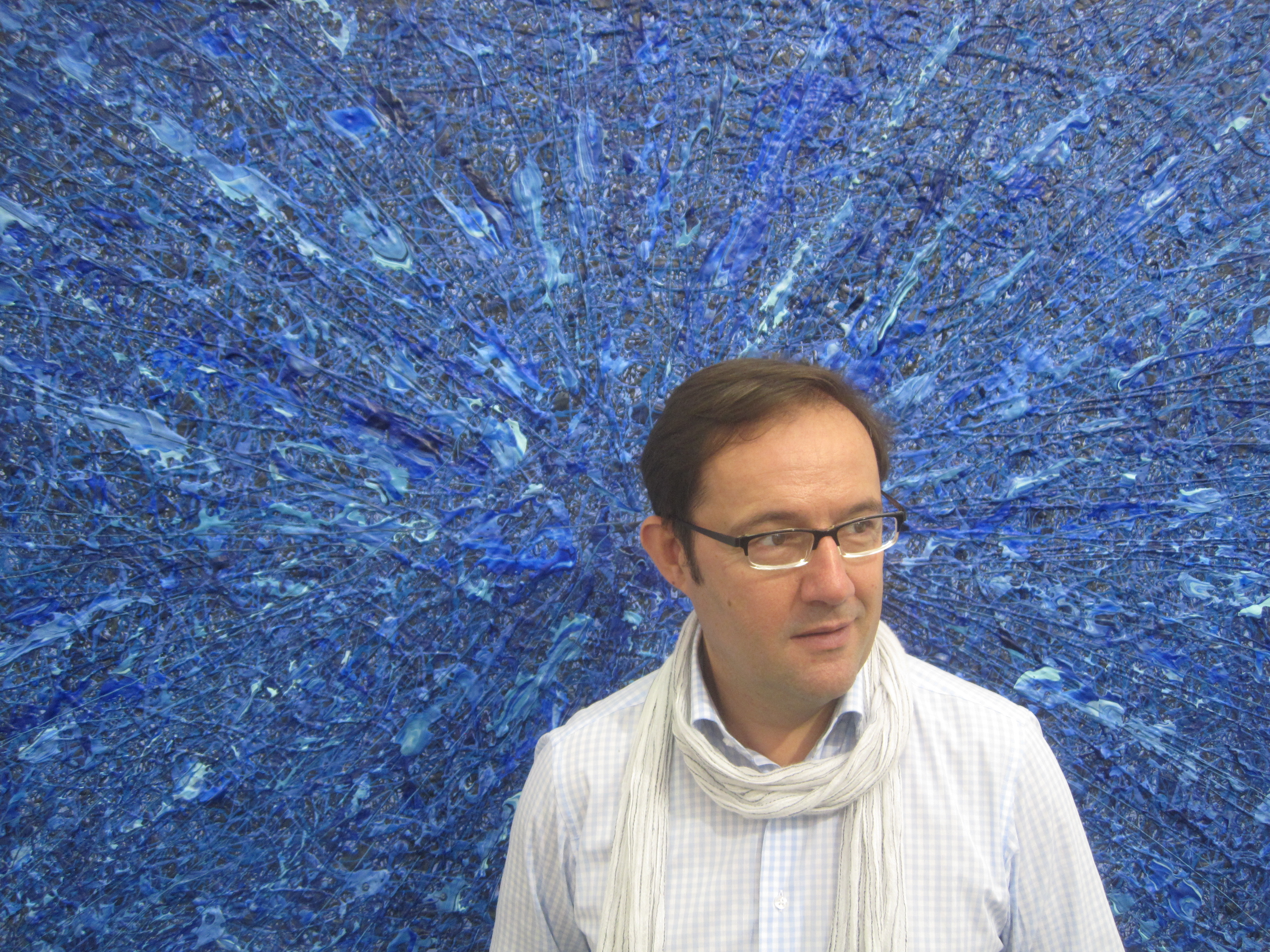
Eric Decastro (2012)

Eric Decastro (* 5. Dezember 1960 in Le Creusot, Burgund, Frankreich) ist ein französischer Maler.

## Werdegang
Eric Decastro 1960 in Burgund Frankreich geboren, absolvierte eine Ausbildung als Serigraphist, Siebdrucker, und ein Studium der Malerei bei Markus Lüpertz in der Kunstakademie Kolbermoor, er arbeitet primär im Bereich der informelle Malerei und Bildhauerei. Besonderes Augenmerk legt der Künstler in der Malerei jedoch auf Bildharmonie und auf die reliefartigen Konturen, die je nach Lichteinfall ein vielfältiges Licht- und Schattenspiel ermöglichen. Decastros Werke ziehen den Betrachter in das Bild herein – in einen farbpoetischen Kosmos, der bewusst so konzipiert ist die Illusion zuzulassen, man könnte es auch mit einer Landschaft oder einer Weltraumaufnahme zu tun haben. Decastro beschäftigt sich thematisch mit dem Aspekt der Vergänglichkeit.
Seine Arbeiten sind u. a. in der Sammlung Deutsche Bank / SAL-Oppenheim, Reinhold Würth Sammlung Künzelsau Baden-Württemberg, Eduardo Hochschild collection Lima Peru, Inca-Cola Sammlung Peru, sowie der RE-Sammlung Wiesbaden, Reinhold Würth Museum Schwäbisch Hall (Seit 2017), und waren zuletzt im Kunstverein Heppenheim, im Museum Villa Rot, im Torrance Art-Museum Los Angeles, im Kunstverein Bronxartspace New-York USA, Museum Villa Seiz zu sehen. Seit 2001 ist er freischaffend und hauptberuflich als Künstler tätig. Er arbeitet jedoch primär im Bereich der informelle Malerei und Bildhauerei.
Decastro lebt und arbeitet in der Nähe von Frankfurt am Main und Lourmarin, Frankreich.

## Ausstellungen (Auswahl)
- 2010: Schloss Mochental, Galerie Ewald Schrade, Karlsruhe Ulm/Ehingen
- 2011: Galerie Susanne Erding-Swiridoff, Schwäbisch Hall
- 2012: „die Befreiung des Denkens“, Galerie Gerd Schuette, Essen-Kettwig
- 2012: KunstRaum-Bernusstraße, Marina Grützmacher, Frankfurt
- 2013: Museum of Modern ART, Maribor
- 2013: Bronx Artspace, New York City, USA
- 2013: ART-Karlsruhe mit Galerie Rigassi, Bern
- 2013: Au centre de L’attention Galerie Younique, Paris
- 2014: Kunstmesse Frankfurt (Deutschland), ART Lima (Peru)
- 2014: Kunstverein Rhein-Neckar Mosbach
- 2015: Art Lima, Peru
- 2015: „Never Evergreen“ Kunstverein Heppenheim
- 2015 Kunstverein Buchen
- 2015: Alptraum Salon de Lirio Selim (Goa), Indien
- 2016: „level Eleven“, Galerie Uhn, Königstein
- 2016: „Doppelgänger“, TAM Torrance ART Museum Los Angeles
- 2016: „die Befreiung des Denkens“, Museum Villa Seiz, Schwäbisch Gmünd
- 2016: Bronxartspace, New York, USA
- 2017: „Coincidence & reference“, Museum Villa Seiz, Schwäbisch Gmünd, u. a. mit Gerhard Richter, Sol LeWitt, Willi Siber, Sandra Mann
- 2017: Art-Karlsruhe, Gallery Lorraine Ogilvie
- 2017: Badehaus Stadtmuseum Bad Soden am Taunus „Form und Inhalt anbeten“
- 2018: „BLACKBOX“ (Group) Kunsthalle der Sparkassenstiftung Lüneburg
- 2018: Süd-Korea: ICAPU2018 (International Contemporary Art-Projekt Ulsan 2018)
- 2018: „Übertragung von Form und Inhalt“ Galerie Z Stuttgart
- 2019: "Cromatico" Allianza francesa de Mexico"
- 2019: „Alptraum“ Groupshow Chihuahua Mexico LEAC La Estacion arte contemporáneo Calle Aldama 1002 Centro 31000 Chihuahua (Mexico)
- 2019: "Incontro tra pittura e scultura.... Bildhauer Klaus Prior begegnet Maler Eric Decastro Museum Villa Seiz in Schwäbisch Gmünd
- 2019 Tempe Arizona USA Alptraum (Nr. 16) exhibition at FINE ART COMPLEX 1101, TEMPE, ARIZONA, U.S.A.
- 2020 TAM Torrence ART Museum Los Angeles USA
- 2020 Arte Contemporáneo ZONAMACO Mexiko-Stadt
- 2020 Kunstverein Familie Montez in der Honsellbrücke
- 2021 Without art and culture it becomes quiet Galerie Art-OFOffenbachGermany
- 2021 Relations Markus Lüpertz/Klaus Prior/Eric Decastro Galerie Benjamin Eck Munich Germany
- 2021 ZonaMaco Mexiko-Stadt
- 2022 Torrance Art Museum LA USA
- 2023 Art-Karlsruhe mit Galerie Reitz
- 2023 PintaParc Lima Peru
- 2024 Galerie Reitz Zürich Ausstellung
- 2024 Art-Karlsruhe mit Galerie Reitz
- 2024 Pinta Parc Lima Peru
- 2024 Galerie benjamin Eck Decastro / Cragg / Lüpertz
- 2024 Galerie Samuelis-Baugarte Balkenhol / Cragg / Decastro / Lüpertz / Prior

## Sammlungen
- Sammlung Deutsche Bank/Sal. Oppenheim, Frankfurt
- Sammlung Reinhold Würth, Künzelsau (Baden-Württemberg)
- Sammlung Paul Swiridoff, Schwäbisch Hall
- RE Sammlung, Wiesbaden
- Sammlung Hahn-Air, Frankfurt
- Inca Cola, Lima/Peru (Coca-Cola Group)
- Sammlung Schloss Mochental, Ehingen
- Sammlung Hochschild, Lima, Peru
- Öffentliche Sammlung Reinhold Würth, Künzelsau
- Sammlung Museum Villa Seiz, Schwäbisch Gmünd